# Rio Alagadiço
O rio Alagadiço é um curso de água do estado do Tocantins. É um dos afluentes da margem direita do rio Tocantins.